# 山咲真由美
山咲 真由美（やまさき まゆみ、1929年- ）は、日本の哲学者。専門は分析哲学、記号論理学。文学博士。元大学教授の女装家として知られる。

## 経歴
1929年、東京都杉並区に生まれ、父の転勤により8歳から大阪や福岡で育つ。1949年に上京して、東京理科大学へ入学、数学科を卒業。早稲田大学と法政大学の大学院で哲学を専攻した。
1961年に大学講師（専任）、1968年に文学博士の学位を取得。1971年に法政大学へ移って教授となる。1973年までに欧米の国際的研究誌に数編の論文を発表した。科学哲学界の理事、編集委員長などもつとめた。
バブル経済下に株式投資と土地の売却で財産を築き、定年を待たずして1990年に20年勤務した法政大学を退職。
退職後の1999年、趣味で続けていた自らの女装の写真集を発表。雑誌で取り上げられて「元大学教授の女装家」として知られるようになる。

## 女装活動
1972年、43歳のときに女装を始める。それまでは殆ど興味がなかったという。この世の最高の価値は女性の美であり、男性は女性に奉仕するのが最高の喜びであるという谷崎潤一郎の思想が共鳴し、自身を女性の側から、谷崎文学の世界に参入したい、という気持ちが女装のきっかけだったという。40代、50代は、新宿近辺の女装バーに出入りして女装し、奴隷男性を相手に女王様のプレイを週に2回楽しんでいた。1994年末にエリザベス亀戸店（現・浅草橋店）で女装写真を撮影した頃から、女装写真に興味をもつようになった。
写真の数は増えていき、まわりの声もあって、1999年に「68才・元大学教授「女装」写真集」（新風舍）を限定1,000部で自費出版。70部が売れただけだったが、『週刊新潮』や『日経トレンディ』に取り上げられて話題となる。
2003年より自身の女装写真集のホームページも公開している。2010年4月には日本テレビの「不可思議探偵団」に出演し、「女装界の神」と紹介された。2011年8月にテレビ朝日の「バカロッチ」に出演した。2012年12月には「永遠の麗人---山咲真由美 女装写真集」（文芸社）を出版した。